# 長田村 (和歌山県)
長田村（ながたむら）は、和歌山県那賀郡にあった村。現在の紀の川市の中部、紀の川の右岸、和歌山線・紀伊長田駅の周辺から北方にかけての区域にあたる。

## 地理
- 河川：紀の川、松井川

## 歴史
- 1889年（明治22年）4月1日 - 町村制の施行により、深田村・嶋村・上田井村・別所村・北長田村・長田中村・北志野村・南志野村・松井村の区域をもって発足。
- 1955年（昭和30年）4月1日 - 粉河町・竜門村・川原村と合併し、改めて粉河町が発足。同日長田村廃止。

## 交通

### 鉄道路線
- 日本国有鉄道
  - 和歌山線
    - 紀伊長田駅

### 道路
- 国道24号